# Ceaulmont
 Ceaulmont  [solmɔ̃] ist eine französische Gemeinde mit 673 Einwohnern (Stand 1. Januar 2022) im Département Indre in der Region Centre-Val de Loire; sie gehört zum Arrondissement Châteauroux und zum Kanton Argenton-sur-Creuse.
Nachbargemeinden von Ceaulmont sind Le Pêchereau im Norden, Le Menoux im Nordosten, Badecon-le-Pin im Osten, Gargilesse-Dampierre im Südosten, Baraize im Süden, Bazaiges im Südwesten, Celon im Westen, und Argenton-sur-Creuse im Nordwesten.

## Bevölkerungsentwicklung
| Jahr      | 1962 | 1968 | 1975 | 1982 | 1990 | 1999 | 2007 | 2017 |
| Einwohner | 634  | 603  | 579  | 628  | 621  | 651  | 708  | 727  |

## Sehenswürdigkeiten
- Burg La Prune-au-Pot

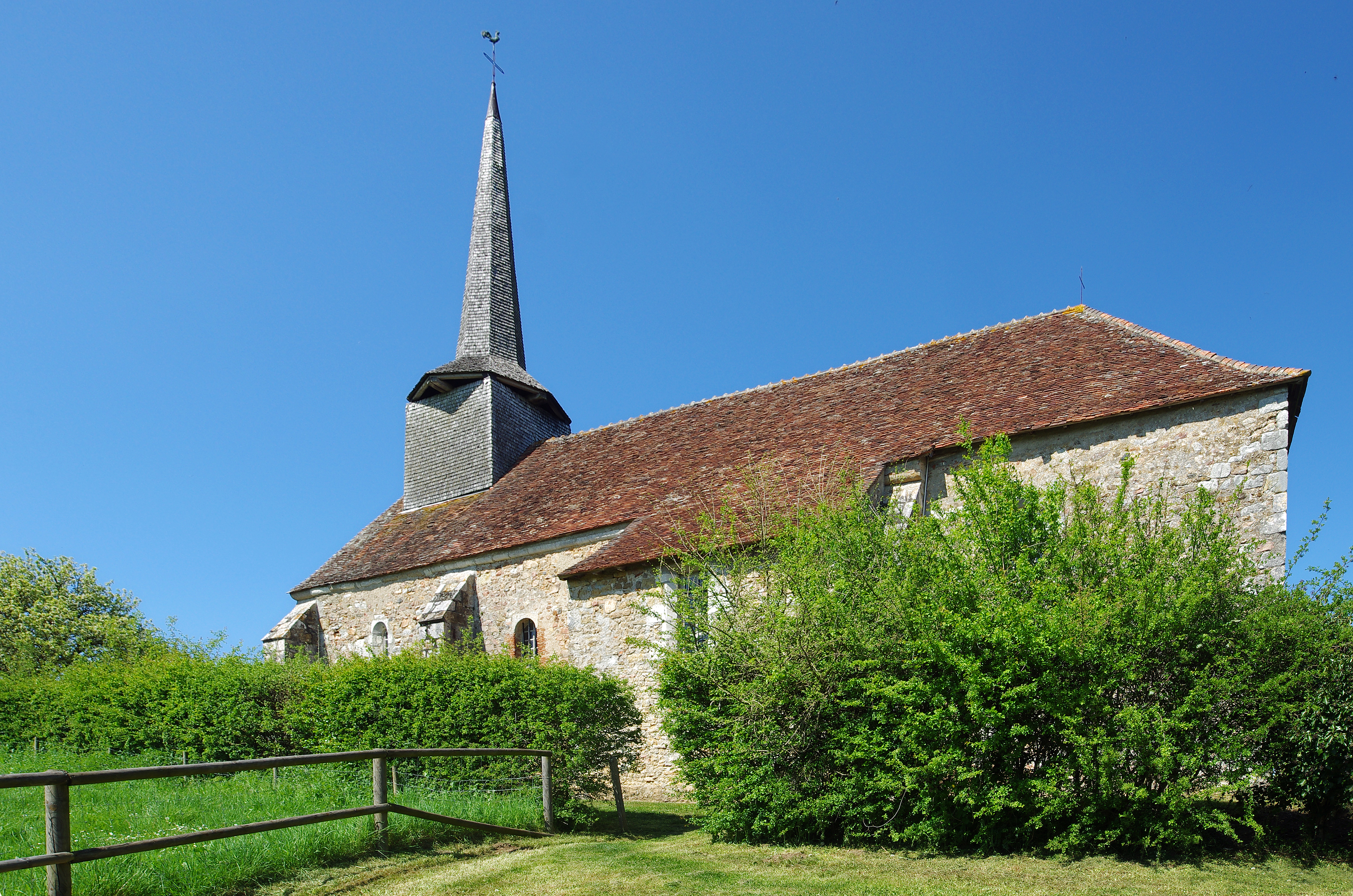
Kirche Saint-Saturnin

- Kirche Saint-Saturnin (13. Jahrhundert)
- Kapelle in Villarnoux (17. Jahrhundert)
- Dolmen von Les Granges
- Aussichtspunkt am Boucle du Pin